# Broder Knudtzon

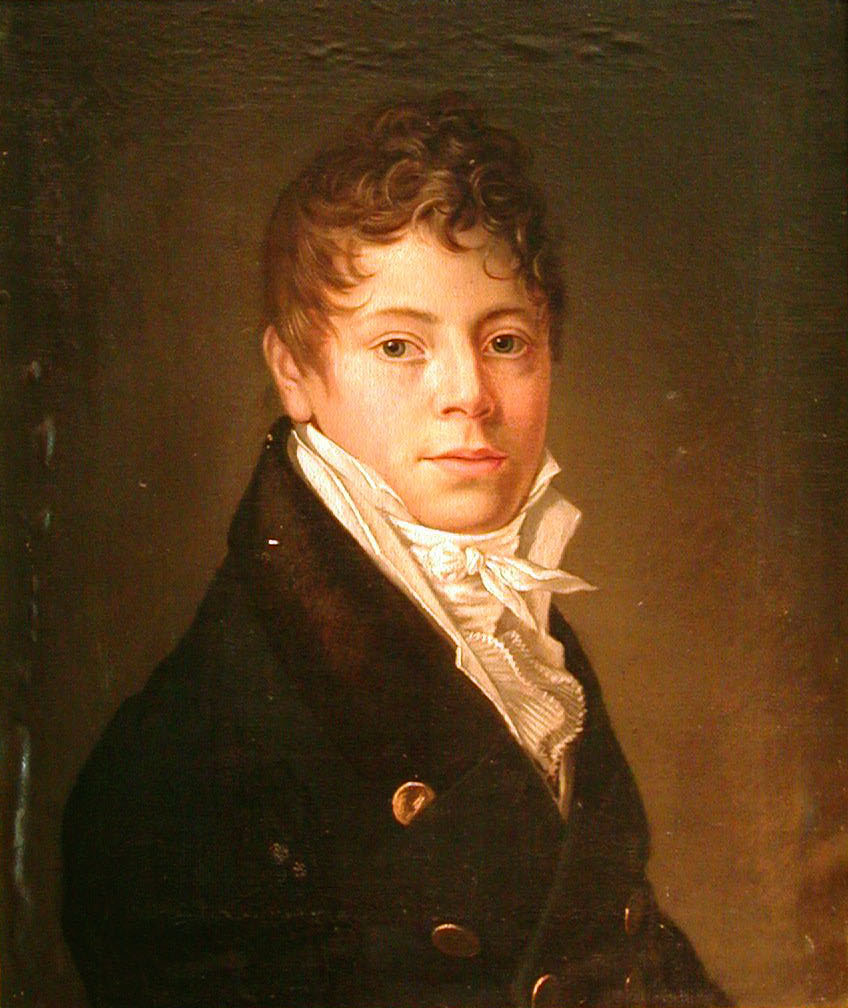
Broder Knudtzon

Broder Lysholm Knudtzon (* 5. Oktober 1788 in Trondheim; † 20. März 1864 in Trondheim) war ein norwegischer Kaufmann, Politiker und Mäzen.

## Leben
Seine Eltern waren der Kaufmann Hans Carl Knudtzon (1751–1823) und dessen Frau Karen Müller (1752–1818). Er wuchs in Trondheim und ab 1796 in Flensburg auf. Nach seiner Konfirmation zog er zurück nach Trondheim. Für eine kurze Zeit war er Lehrling bei seinem Vater, bevor er 1807 nach Nantes reiste, um dort seine Schwester zu besuchen. Danach reiste er durch Europa und bemühte sich um eine Kaufmannsausbildung. In Paris lernte er den dänischen Dichter Adam Oehlenschläger kennen.
Im Herbst 1808 übersiedelte er nach England, wo er eine gute Kenntnis der englischen Sprache und Kultur erwarb. Er lernte in England auch Lord Byron und viele andere Schlüsselfiguren der nationalliberalen Bewegung kennen. Das Frühjahr 1814 verbrachte Knudtzon zusammen mit seinem Bruder Jørgen von Cappelen Knudtzon in London. Dort unterstützten sie Carsten Anker bei dessen Bemühungen um englische Unterstützung für ein unabhängiges Norwegen. Im Herbst desselben Jahres begleitete er seinen Vater als Mitglieder der Delegation des Stortings nach Stockholm. Nach dem Tod seines Vaters wurde er Mitinhaber des Familienbetriebs, dessen Leitung er aber seinem Bruder Christian und seinem Schwager Lorentz Johannsen überließ. Er selbst vertrat die Firma im Ausland. 1820 schrieb er: “Business I hate, and for reading there is not leisure.”
Im Jahr 1833 wurde er als Stellvertreter in das Storting gewählt. In den Jahren 1839–1857 saß er im Aufsichtsrat der Norges Bank. Außerdem war er seit 1821 Mitglied der Gelehrtengesellschaft Det Kongelige Norske Videnskabers Selskab und fungierte von 1825 bis 1831 als deren Sekretär. Mit der Hilfe seiner Bekannten in England machte er der Gesellschaft Bücher, unter anderem über politische Ökonomie, zugänglich. Nach seinem Tod vermachte er auch einen Teil seiner eigenen Bibliothek und einige Kunstwerke Bertel Thorvaldsens der Gelehrtengesellschaft.